# St.-Maria-Magdalena-Kirche (Hamburg-Moorburg)

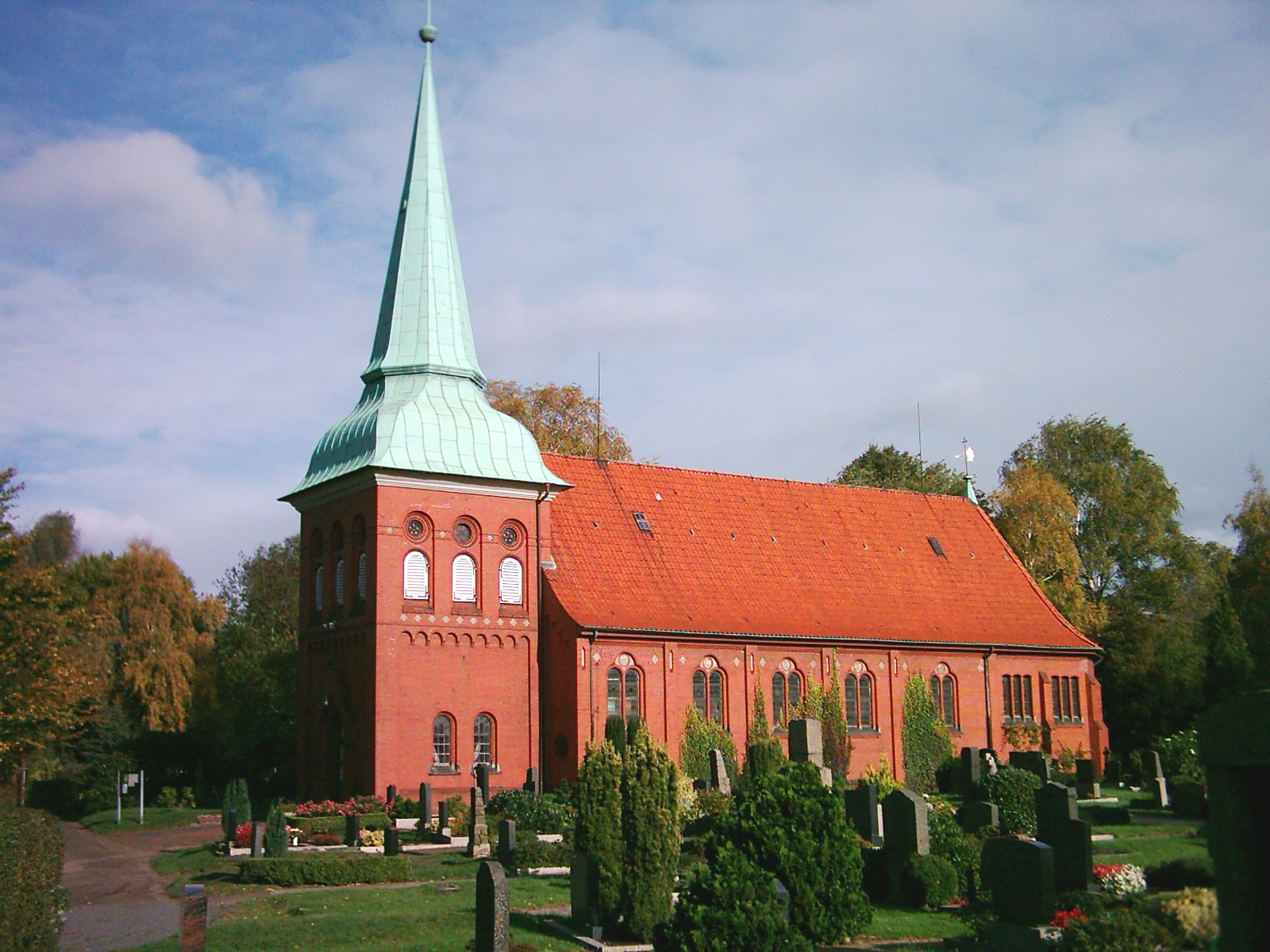
Kirche und Friedhof

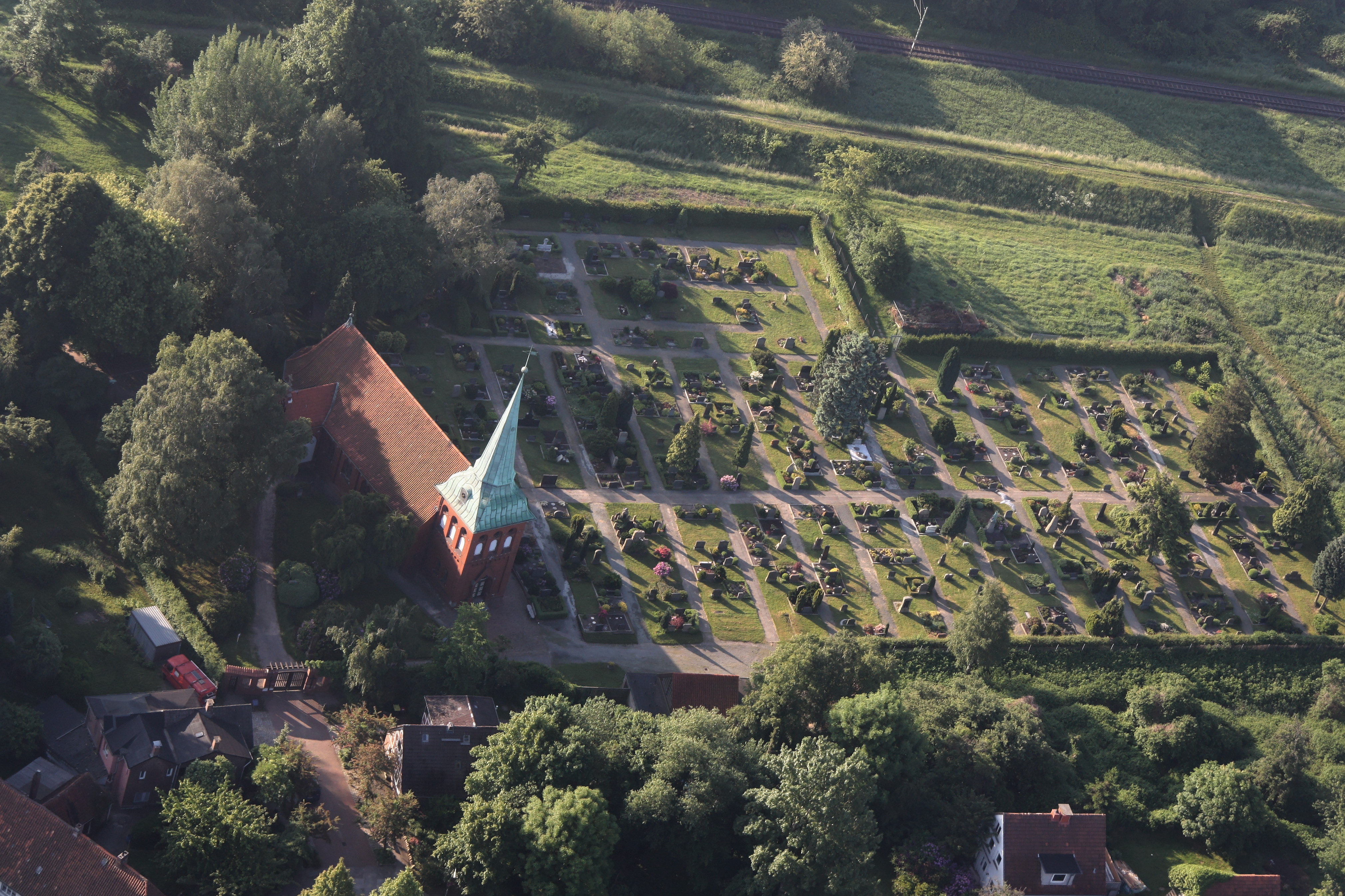
Kirche und Friedhof aus der Luft

Die evangelisch-lutherische Kirche St.-Maria-Magdalena-Kirche in Hamburg-Moorburg am Nehusweg gelegen, ist eine der noch erhaltenen Dorfkirchen der Elbmarschen auf heutigem Hamburger Stadtgebiet.

## Geschichte
Die heutige Moorburger Kirche hatte mindestens zwei Vorgängerbauten, wie archäologischen Ausgrabungen 1987–1989 ergaben. Die ältesten Überreste ließen sich auf 1223 datieren. 1309 ließen die Ortsherren Willikin und Arnold von Stade eine zunächst zum Kirchspiel Wilstorf gehörenden Kapelle, die auch schon das Patrozinium der Maria Magdalena trug, errichten. Für die Auspfarrung von Wilstorf als eigenständiges Kirchspiel musste eine jährliche Entschädigung gezahlt werden. Ein Ortspriester ist für 1334 erwähnt, als Willikin von Stade mit dem Erzbischof von Bremen um die Patronsrechte der Kirche stritt. Da sich in der Kirche ein als wundertätig verehrtes Bild befand, entwickelte sich eine Wallfahrt zu der Kapelle, die bis zur Reformation anhielt. Von dieser Kapelle hat sich der Name Moorburger Kirchdeich erhalten. Die von einem Graben umgebene kreisrunde Warft, auf der die Kirche bis 1597 stand, ist auf Luftbildern zu erkennen. Auf dem ehemaligen Kirchhof wurden über 400 mittelalterliche Gräber freigelegt.
Für die Weihe des jetzigen Kirchengebäudes am heutigen Standort am Moorburger Elbdeich wird das Jahr 1597 erwähnt. Es handelte sich um einen Fachwerkbau. Ein umfangreicher Umbau erfolgte von 1684 bis 1689 durch Lorenz Dohmsen. Dabei entstand die Grundform der Kirche als Saalkirche mit polygonalem Chor und ihrem typischen gedrungenem Turm. 1837 wurde die Fachwerkkirche weiß gestrichen und das Dach statt mit Holzschindeln mit Schiefer gedeckt.
Eine weitere Umgestaltung nahm 1878 bis 1879 Johann Heinrich Martin Brekelbaum vor. Dabei ersetzte er den bisherigen hölzernen Kirchturm durch einen Steinturm mit Kupferdach und ummantelte das morsche Fachwerk der Wände mit einer reichhaltig gegliederten neogotischen Fassade aus gelbem Klinker, die den Charakter der Kirche vollständig veränderte. Diese Fassade stellte sich bald als witterungsanfällig heraus und wurde auch unter Einfluss der Heimatschutzbewegung als überladen empfunden. 1906 bis 1907 gestaltete man die Fassade wieder schlichter und wechselte zu den heute noch sichtbaren roten Ziegeln. Auch bei der Dachform kehrte man wieder zum ortstypischen Walmdach zurück und entfernte die kleinen quergerichteten Satteldächer über den Seitenfenstern.
Während der Sturmflut 1962 stand das Wasser etwa 1 m hoch in der Kirche, woran noch heute eine Flutmarke am Eingangsportal erinnert. Da die Kirche starke Wasserschäden aufwies, wurde sie nach der Flut großzügig und vollständig restauriert.

## Innenausstattung

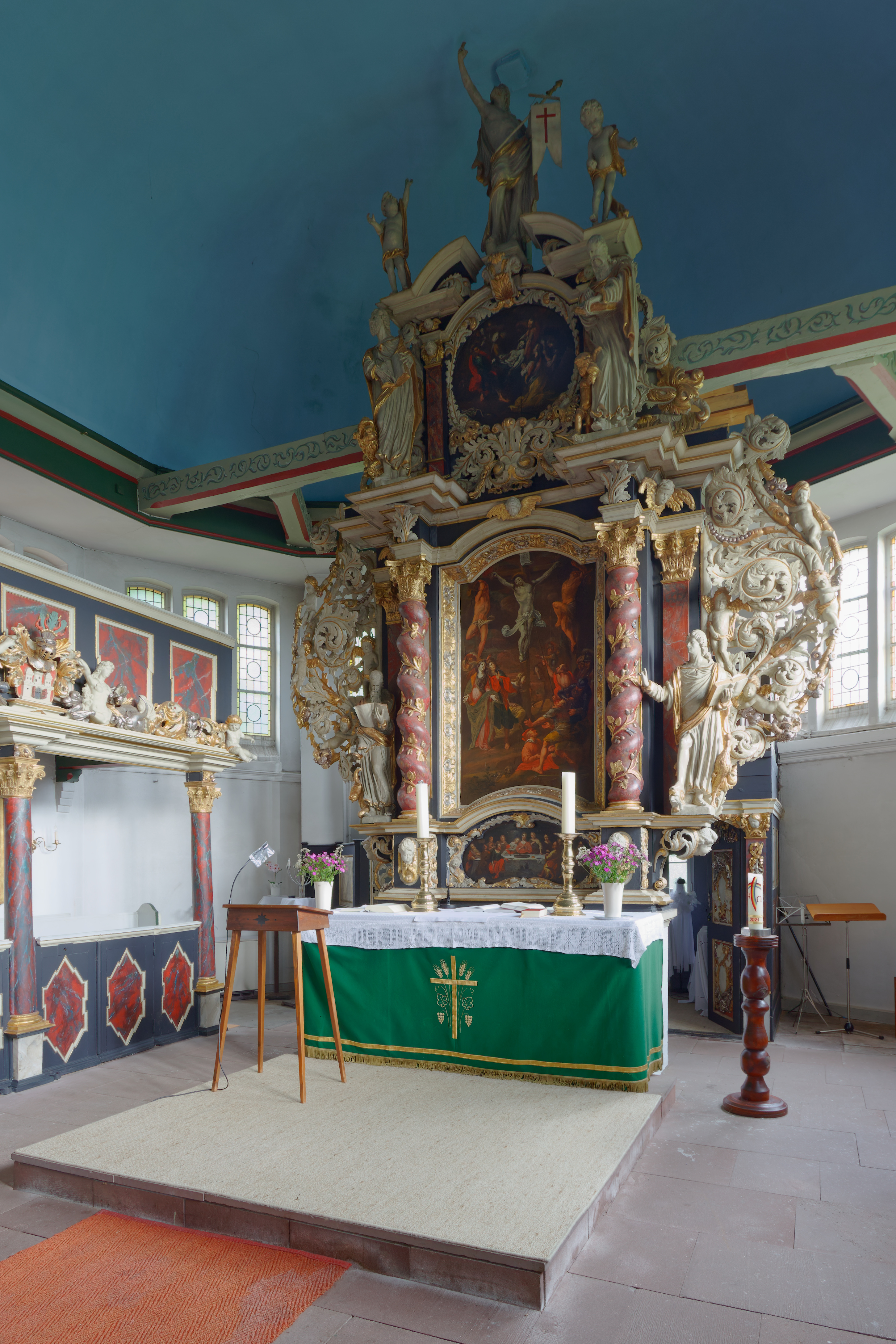
Altar

Ursprünglich hatte die Kirche eine barocke Innenausstattung, die im Laufe der Zeit immer wieder verändert wurde. Heute macht die Kirche auf den Betrachter immer noch einen geschlossenen barocken Eindruck. Von den ältesten Teilen sind noch Altaraufsatz, Taufbecken und Landherrenloge vorhanden. Letztere gestaltete Valentin Preuß 1688. Der Kanzelkorb von 1787 bildete zusammen mit dem Altar zeitweise einen Kanzelaltar. Heute sind Kanzel und Altar wieder getrennt. Eine weitere wertvolle Holzschnitzerei vom Ende des 17. Jahrhunderts ist die Brauttür mit ihren Brautkronen als Fensterrahmen.
Eine umfangreiche Renovierung von 1951 bis 1957 veränderte den Innenraum so weit, dass er wieder den Charakter einer ländlichen Barockkirche erhielt. Dabei wurden die Tonnendecke neu gestaltet, Baluster an den Emporen hinzugefügt und viele Holzteile mit einem marmorierten Anstrich versehen. Die Decke ist heute als blauer Himmel mit goldenen Sternen gestaltet.

### Altar
Der das Chorgewölbe beherrschende Barockaltar ist ein Werk von Valentin Preuß aus dem Jahr 1688. Im Hauptgeschoß bestimmen zwei gedrehte Säulen und weit ausladende Akanthusverzierungen den Gesamteindruck. Vier etwa halb-lebensgroße bewegt geschnitzte Statuen der Evangelisten umrahmen die drei Gemälde des zentralen Teils. Diese stammen vom Maler Christopher Sorgel und stellen zusammen mit der zentralen Figur am höchsten Punkt des Altars die Passions- und Auferstehungsgeschichte dar. Das unterste Gemälde in der Predella ist das letzte Abendmahl, das größte im Hauptfeld eine Kreuzigungsszene. Im oberen Teil befindet sich eine gemalte Grablegungsszene, die von der Statue des auferstandenen Christus gekrönt wird.
Der Altar wird häufig mit den Altären in den Kirchen St. Nikolai (Hamburg-Moorfleet) und St. Jürgen (Heide) verglichen, die dem gleichen Künstler zugeschrieben werden.
Für den Altar gibt es zwei große Silberleuchter, die 1744 aus dem Nachlass des Moorburgers Benedix Wagner finanziert und vom Silberschmied Christian Ludewig aus Fürstenau gefertigt wurden.

### Taufe
Das hölzerne Taufbecken mit seinen drei tragenden Putten stammt wie der Altar aus der Werkstatt des Valentin Preuß, die laut Kirchenbuch 1692 den Auftrag dazu erhielt. Die heute noch vorhandene Taufschale aus Zinn stammt von 1770, der Taufdeckel mit seinen Engelsfiguren entstand um 1900 in Altona.

### Ölgemälde
Im Kirchenraum sind insgesamt sieben Gemälde von Pastoren zu finden, mit denen diese wegen ihrer Verdienste um die Gemeinde geehrt werden sollen. Die vier im Altarraum sind die jüngeren und weniger prunkvoll verziert. Die hier dargestellten Pastoren lebten vom 18. Jahrhundert bis zum 20. Jahrhundert. Die drei prunkvollen Stücke an den Wänden des Kirchenschiffes kann man fast als Epitaphen ansehen. Das älteste zeigt Pastor Werner Meyer (1566–1639), das größte Magister Johannes Becker (1637–1693) und das jüngste Pastor Christian Gottlob Baumgarten (1716–1788).

## Orgel

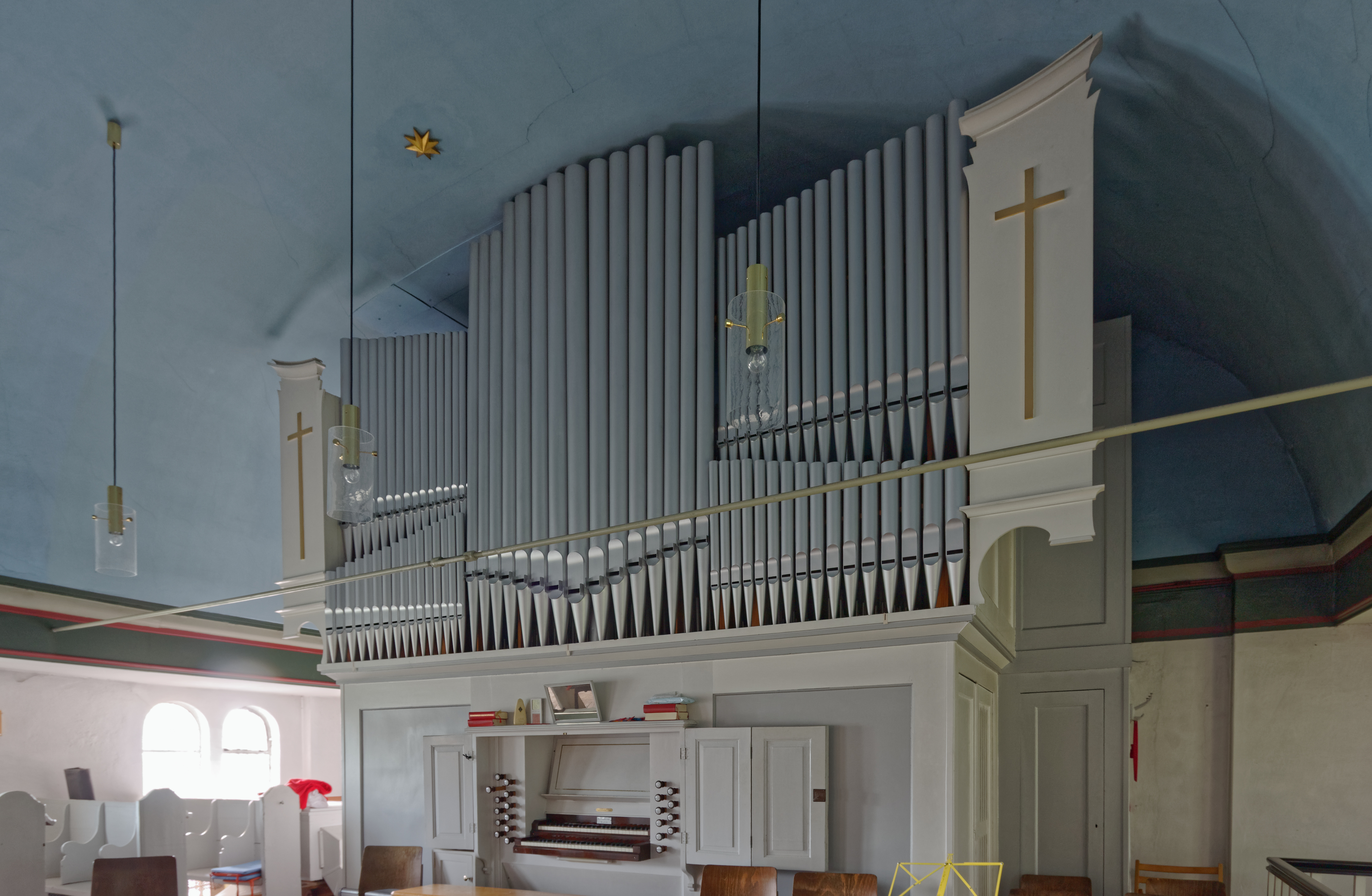
Orgelprospekt

Die heutige Orgel stammt aus der Werkstatt von Philipp Furtwängler & Söhne aus dem Jahr 1881. Sie verfügt über rein mechanische Schleifladen. Sie wurde 1931 von Gustav Steinmann Orgelbau und 1963 von Alfred Führer umgebaut. Eine umfangreiche Restaurierung und Erweiterung um ein Register erfolgte 1996 durch Albert Lang. Ihre Disposition lautet:
| I Hauptwerk C–f3 |            |       |
| 1.               | Prinzipal  | 8′    |
| 2.               | Rohrflöte  | 8′    |
| 3.               | Oktave     | 4′    |
| 4.               | Flöte      | 4′    |
| 5.               | Quinte     | 2 ⁄3′ |
| 6.               | Oktave     | 2′    |
| 7.               | Blockflöte | 2′    |
| 8.               | Mixtur III |       |
| 9.               | Trompete   | 8′    |

| II Oberwerk C–f3 |                    |       |
| 10.              | Prinzipalseit 1996 | 8′    |
| 11.              | Gedackt            | 8′    |
| 12.              | Gedacktflöte       | 4′    |
| 13.              | Prinzipal          | 2′    |
| 14.              | Quinte             | 1 ⁄3′ |
| 15.              | Zimbel II          | 1′    |

| Pedal C– |           |     |
| 16.      | Subbaß    | 16′ |
| 17.      | Oktavbaß  | 8′  |
| 18.      | Oktave    | 4′  |
| 19.      | Nachthorn | 2′  |

- Koppeln: II/I, I/P
- Effektregister: Zimbelstern

## Friedhof
Die Kirche ist von einem noch heute benutzten Friedhof umgeben, der eine über 300-jährige Geschichte hat. Einige historische Grabsteine stehen nahe der Kirche, direkt am Eingang des Friedhofes findet sich ein auffälliges klassizistisches Grabmal. Ebenfalls auffällig ist das kurz vor dem Ersten Weltkrieg errichtete Ehrenmal für die 1813 bei der Moorburger Schanze Gefallenen.
Der Vorgänger des heutigen Friedhofes lag wenige hundert Meter entfernt östlich des Moorburger Hauptdeiches. Er ist heute nicht mehr zu erkennen und hat nur noch als Ausgrabungsgelände eine gewisse Bedeutung.

## Fotografien und Karte
Koordinaten: 53° 29′ 19,7″ N, 9° 56′ 24″ O

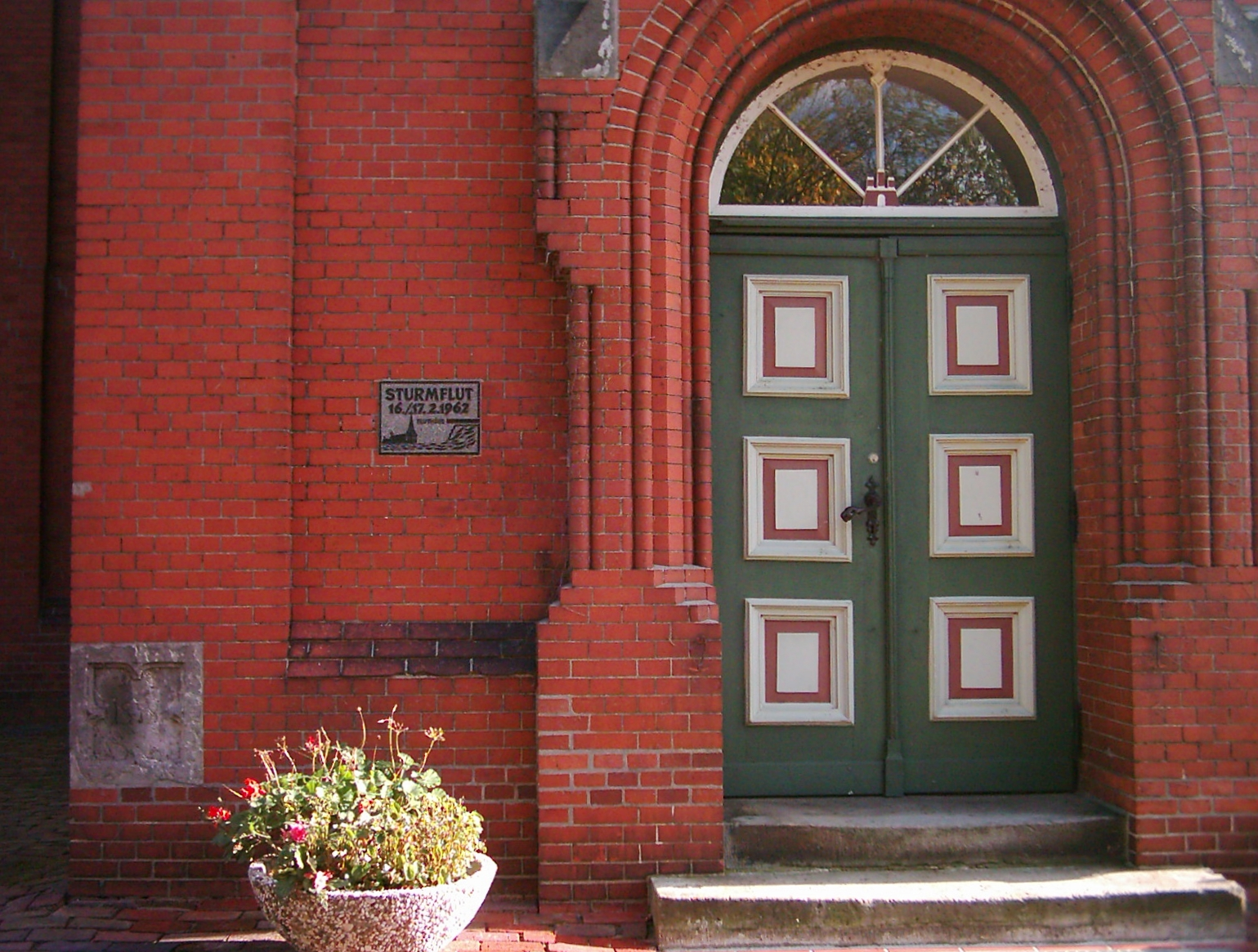
Eingangsportal mit Sturmflutmarke 1962
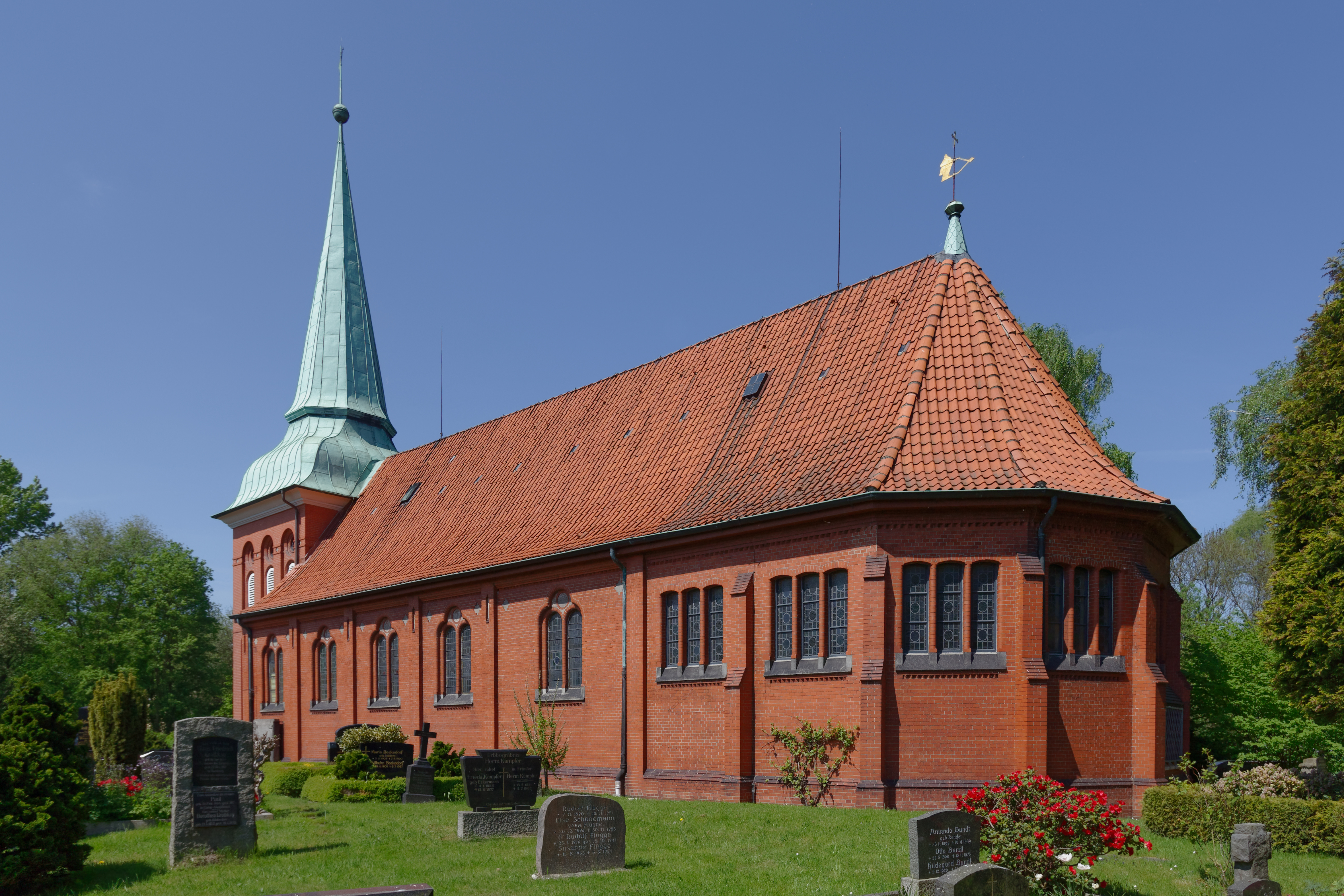
Choransicht
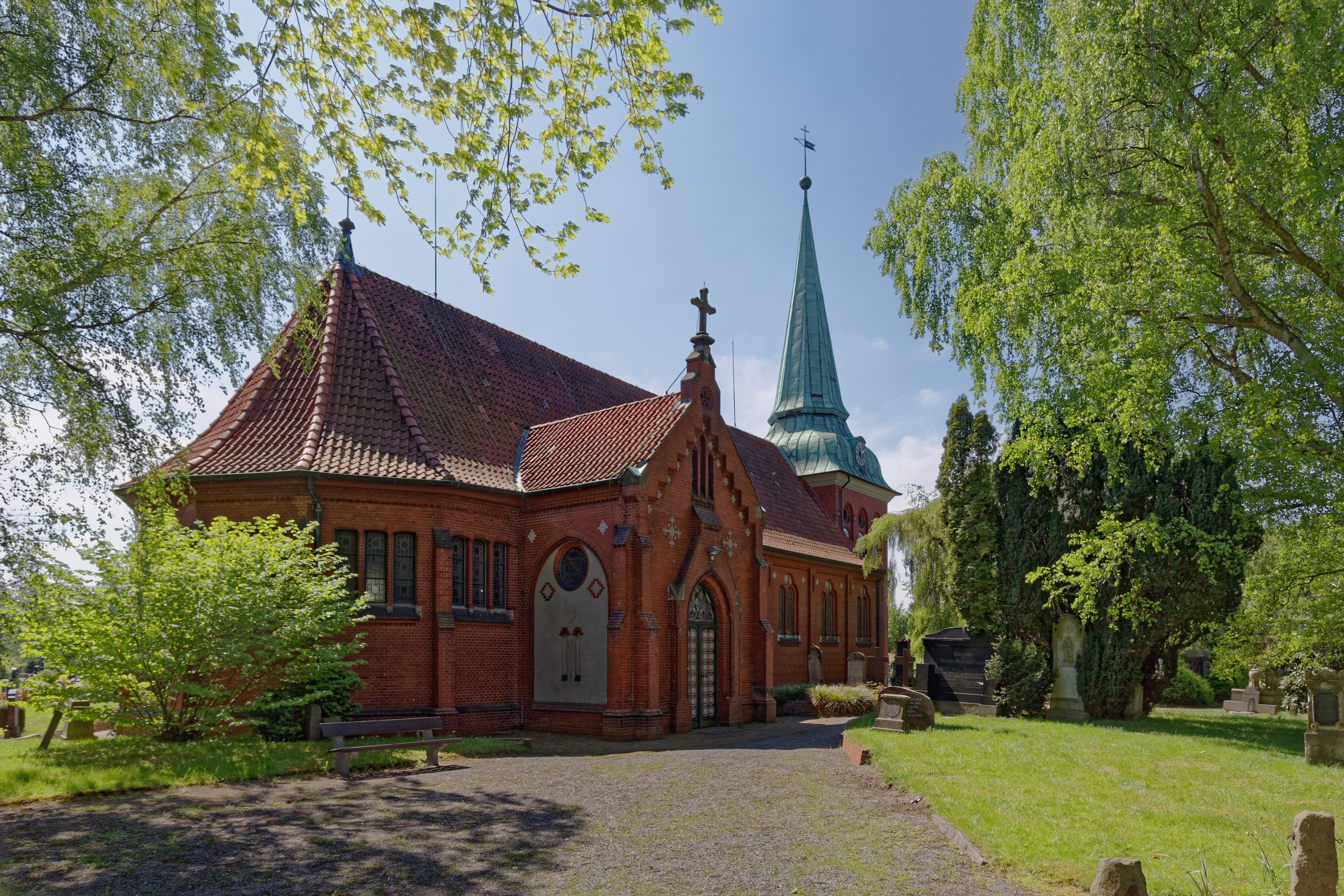
Nordseite
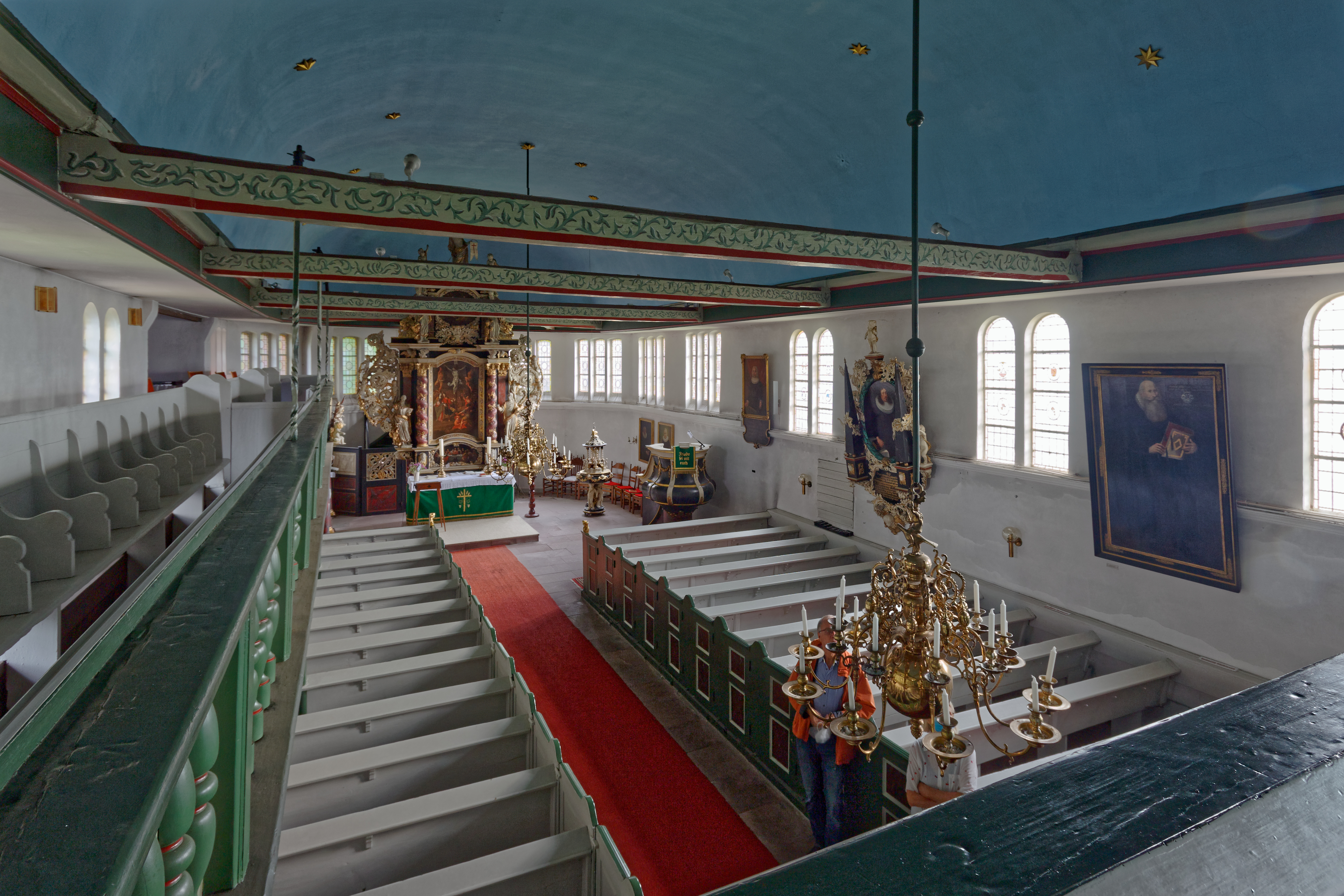
Blick in den Innenraum von der Orgelempore
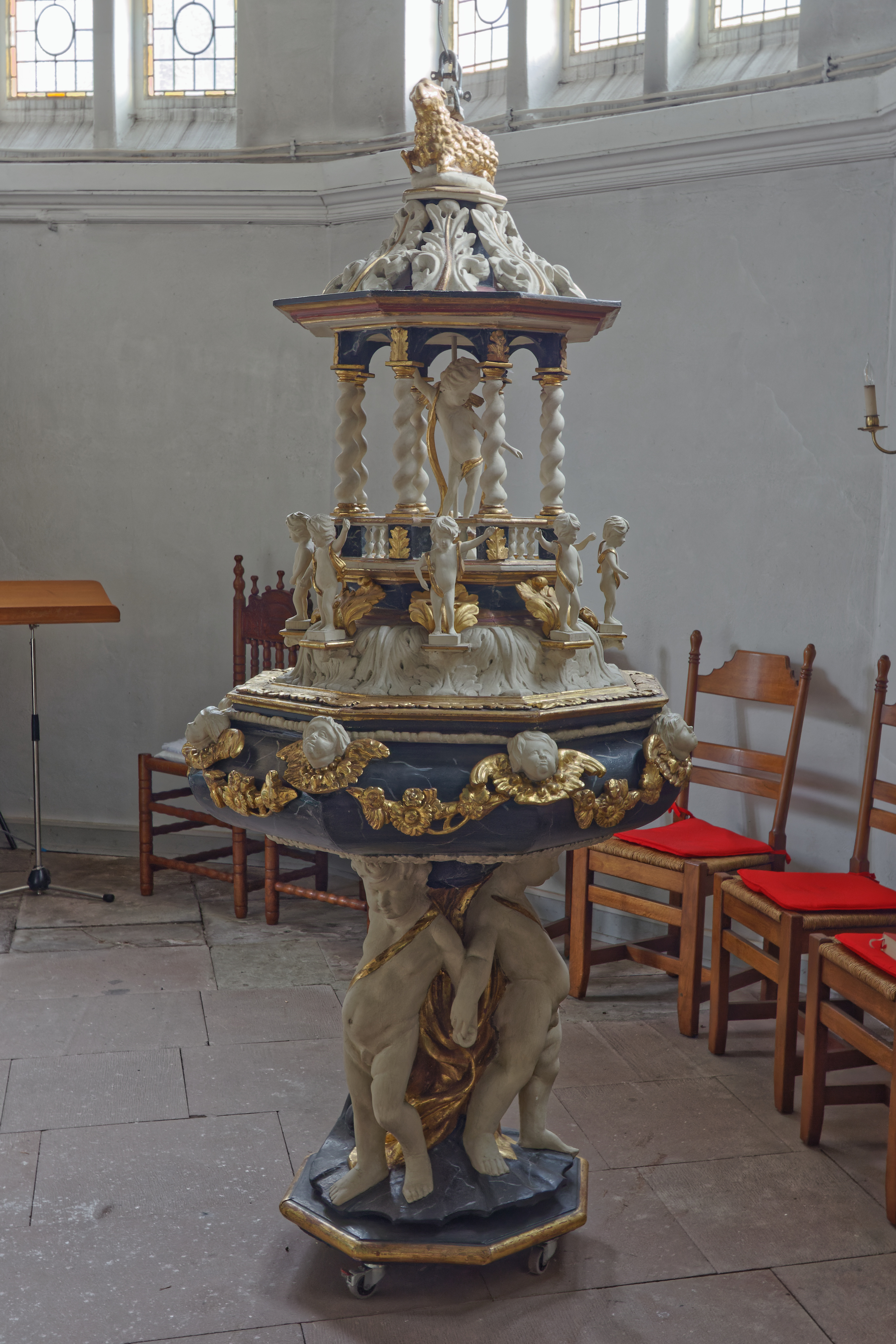
Taufe